# Prix Solvay pour la Chimie du futur
Pour les articles homonymes, voir Solvay.
Le Prix Solvay pour la Chimie du futur, renommé en 2021 Prix Solvay pour la science du futur, est une récompense scientifique belge créée en 2013. Le prix est doté de 300 000 € et rend hommage à Ernest Solvay, le fondateur de l'entreprise Solvay. Il est décerné tous les deux ans pour récompenser une découverte scientifique majeure en chimie.

## Lauréats
- 2022 : Katalin Karikó, prix Nobel de médecine en 2023[2]
- 2020 : Carolyn R. Bertozzi[3], prix Nobel de chimie en 2022[4]
- 2017 : Susumu Kitagawa (en)
- 2015 : Ben Feringa, prix Nobel de chimie en 2016[4]
- 2013 : Peter G. Schultz